# Babiana tubiflora
Babiana tubiflora es una especie de planta fanerógama de la familia Iridaceae. Es un endemismo de la Provincia del Cabo en Sudáfrica.

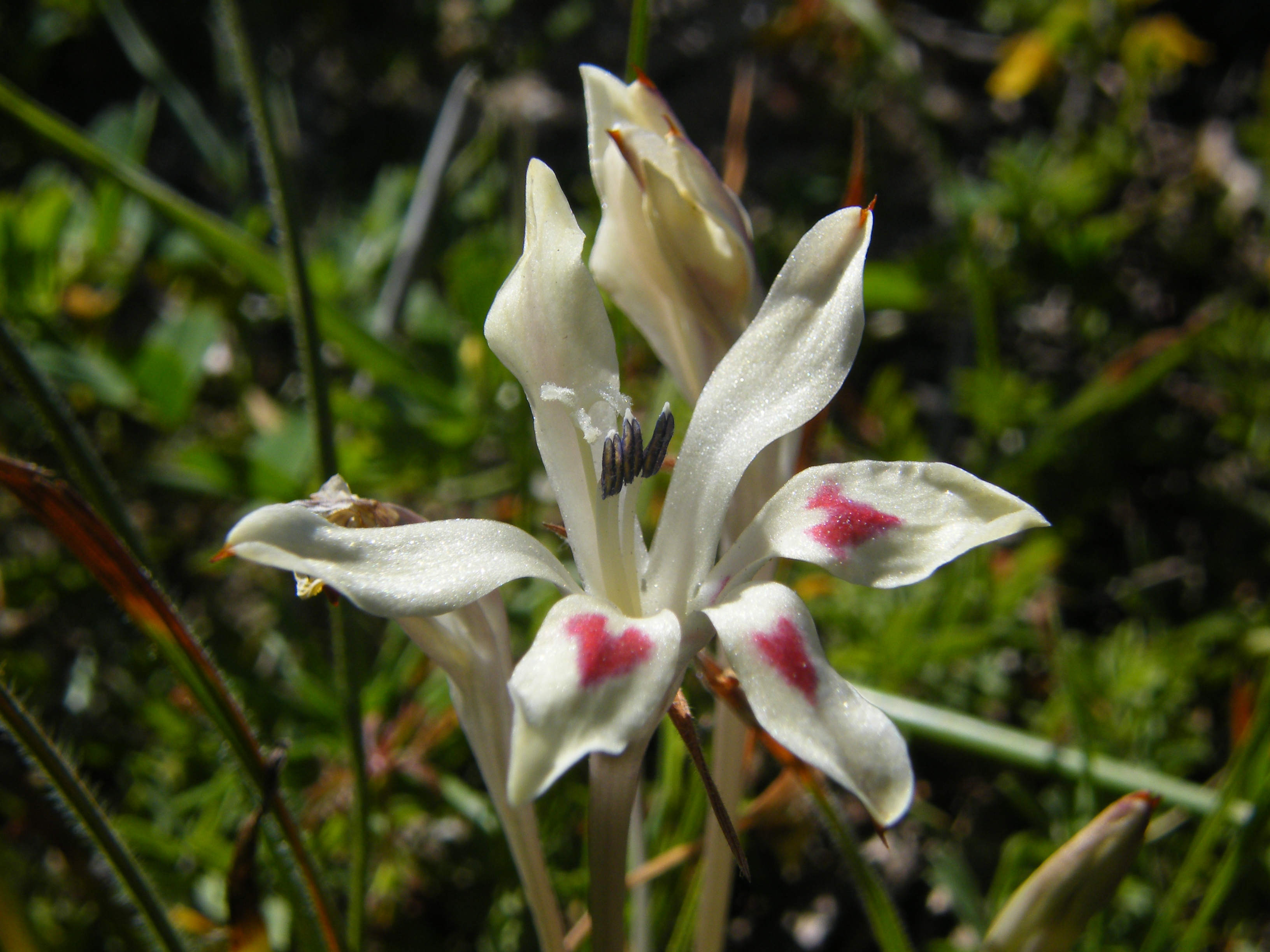
Detalle de la flor

## Descripción
Es una planta perennifolia herbácea, geofita que alcanza un tamaño de 0,25 a 0,40 m a una altitud de 5 - 600 metros.

## Taxonomía
Babiana tubiflora fue descrita por (L.f.) Ker Gawl. y publicado en Botanical Magazine 18: , t. 680. 1803.
Etimología
Ver: Babiana
tubiflora: epíteto latíno que significa "con la flor en forma de tubo"
Sinonimia
- Babiana tubulosa var. tubiflora (L.f.) G.J.Lewis
- Gladiolus angustifolius Lam.
- Gladiolus elongatus Salisb.
- Gladiolus inclinatus DC.
- Gladiolus tubiflorus L.f.[5]